# Diepold af Schweinspünt
Diepold af Schweinspünt (døde efter 1221), var en middelalderlig tysk ministerialis, der i 1197 blev ophøjet til greve af Acerra og i 1209 hertug af Spoleto. Han var af bayersk oprindelse, og var angiveligt søn af Bertold 2. af Vohburg og Adelheid af Ballenstedt. Han var oprindeligt en vasal under greven af Lechsgemünd. Hans karriere i  Mezzogiorno var præget af utallige røvertogter og belejringer, slag og plyndringer, som gengivet af Richard af San Germano, en munk i et kloster, hvis lande blev hårdt ramt.
Diepold er også kendt for at have taget den sicilianske Richard af Acerra til fange, og at have udleveret denne til kejser Henrik 6. af Det tysk-romerske rige, som prompte henrettede ham.

## Fodnoter
1. ↑  Latinske variationer af hans navn omfatter Diopuldus, Diubuldus, Diopaldus, Theobaldus, Tebaldus eller Tiboldus de Suinespont eller de Rocca Archis. På italiensk Dipoldo.